# Torre del Reloj (Camuñas)
La torre del reloj de Camuñas es una torre civil con un reloj en el municipio de Camuñas en la provincia de Toledo.

## Historia
En 1910 se formaliza el contrato de compra de un reloj a Antonio Canseco, un relojero famoso por su sistema Canseco (que acumulaba una desviación horaria máxima de 5 minutos al año) y proveedor de la Casa Real.La maquinaria del reloj llegó en 1911 a la estación de trenes de Quero, junto con el campanario, y se procedió a la construcción de la torre que lo alberga. 
En la actualidad, se trata de uno de los pocos relojes de Antonio Canseco que sigue en funcionamiento. 